# Lisa Thompson
Lisa Thompson (* vor 1988) ist eine australische Szenenbildnerin, die für ihre Arbeit – u. a. Romper Stomper, Moulin Rouge, The Pacific und Mad Max: Fury Road – mehrfach ausgezeichnet oder für Filmpreise nominiert wurde. 

## Biografie
Über Thompsons Privatleben ist wenig bekannt. Sie stammt aus Toorak, Melbourne. Sie ist beruflich seit 1988 aktiv, gelegentlich trat sie auch als Schauspielerin in Nebenrollen auf, sie war in 26 Episoden der mehrfach ausgezeichneten US-Comedyserie In Living Color zu sehen, in zwei Episoden von Pretender, in Rhythm & Jam und in Liebe mit Risiko – Gigli. Für die australische Kindersendung The Genie from Down Under war sie als Artdirector tätig. Ihr Schaffen umfasst mehr als 40 Film- und Fernsehproduktionen.

## Filmografie
- 1988–1989: Kobra, übernehmen Sie (Mission: Impossible, Fernsehserie, 19 Episoden)
- 1992: Romper Stomper
- 1997: Mr. Reliable
- 1998: The Sound of One Hand Clapping
- 1998: Kopfüber (Head On)
- 1999–2001: Crash Zone (Fernsehserie)
- 2001: Moulin Rouge
- 2001: Crocodile Dundee in Los Angeles
- 2001–2002: Lizzie McGuire (Fernsehserie, 26 Episoden)
- 2001: The Hard Word
- 2003: Horseplay
- 2004: Eine italienische Hochzeit (Love’s Brothe)
- 2005: Hating Alison Ashley
- 2005: Lass es, Larry! (Curb Your Enthusiasm, Fernsehserie, 10 Episoden)
- 2009: Wo die wilden Kerle wohnen (Where the Wild Things Are)
- 2010: The Pacific (Fernsehserie, 10 Episoden)
- 2011: Sleeping Beauty
- 2014: Unbroken
- 2015: Mad Max: Fury Road
- 2015: San Andreas
- 2015: The Dressmaker

## Auszeichnungen
Gewonnen
- 2010: „Primetime Emmy“ für The Pacific (Zusammen mit Anderen)
- 2015: „WAFCA Award“
- 2015: 2. Platz der „FFCC Awards“ der Florida Film Critics Circle Awards der Washington D.C. Area Film Critics Association (zusammen mit Colin Gibson)
- 2016: „Excellence in Production Design Award“ für Mad Max: Fury Road der Art Directors Guild (Zusammen mit Anderen)
- 2016: „BAFTA Film Award“ der British Academy Film Awards für Mad Max: Fury Road
- 2016: „Oscar“ für das beste Szenenbild für Mad Max: Fury Road (zusammen mit Colin Gibson)

Nominiert
- 2015: „Excellence in Production Design Award“ für Unbroken der Art Directors Guild (Zusammen mit Anderen)
- 2010: „Excellence in Production Design Award“ für Wo die wilden Kerle wohnen der Art Directors Guild (Zusammen mit Anderen)